# Dubova
Ez a szócikk a romániai, Mehedinți megyei (korábban Krassó-Szörény vármegyei) faluról szól. Lásd még: Dubová (egyértelműsítő lap).
Dubova, 1911 és 1918 között Dunatölgyes (románul: Dubova) falu Romániában, a Bánságban, Mehedinți megyében, a Vaskapu-szorosban.

## Fekvése
Orsovától 28 km-re délnyugatra, a Duna Nagy- és a Kis-Kazán-szoros közötti, Dubovai-öböl nevű kiszélesedésénél fekszik.

## Nevének eredete
Neve a délszláv dub 'tölgy' szóból való. Új nevét a megye ötletéből tették hivatalossá, a község tiltakozása ellenére. Történeti névalakjai: Dıbwa (1554), Dubovo (1700 után), Dubova (1829).

## Története
Az Ulmi határrészben a 13. században épült és a 15. században elpusztult templom maradványait tárták fel.
Bufánok, azaz Olténiából származó szénégetők alapították. 1774 és 1872 között a Román-bánáti határőrezred orsovai századához, később Krassó-Szörény vármegyéhez tartozott.
1967–1970-ben, a Duna felduzzasztásakor alsó része víz alá került.

## Népessége
- 1900-ban 476 ortodox vallású lakójából 473 volt román anyanyelvű.
- 2002-ben 618 lakosából 596 volt román, 11 szerb és 7 magyar nemzetiségű; 602 ortodox és 11 római katolikus vallású.

## Látnivalók
- A Nagy-Kazán-szorosban a Duna 150 méter keskenyre szűkül le. Két oldalról 200 métert elérő sziklafalak veszik körül. A szoros karsztvidéke a homoki vipera és a görög teknős élőhelye.
- A Nagy-Kazán szorosból nyílik a Ponyikova-barlang vízzel félig elárasztott bejárata. A barlang járatai 1666 m hosszúak és másik bejárata a Ponyikova-szurdokvölgy felől nyílik. Egyes részein cseppkövek találhatóak. A barlangban barlangi hiéna állkapcsára bukkantak, jelentős denevérpopuláció él benne.
- Lejjebb, szintén vizes bejáraton keresztül közelíthető meg a sokkal kisebb Veterani-barlang. Nevét Veterani tábornokról kapta, akinek a parancsára 1692-ben a császáriak megerősítették és március 16-ától május első napjaiig háromszáz emberrel tartották a török sajkásokkal szemben úgy, hogy a törökök már a barlang fölötti magaslatokat is elfoglalták. 1788. augusztus 10. és augusztus 30. között Adam Maovec határőrszázados tartóztatta fel benne 450 emberrel és 11 ágyúval a nyolcezres ostromló török sereget.
- Az 1960-as évek végén víz alá került Plavisevica (1911 és 1918 között Naszádos) falu három vízimalma.

## Képek

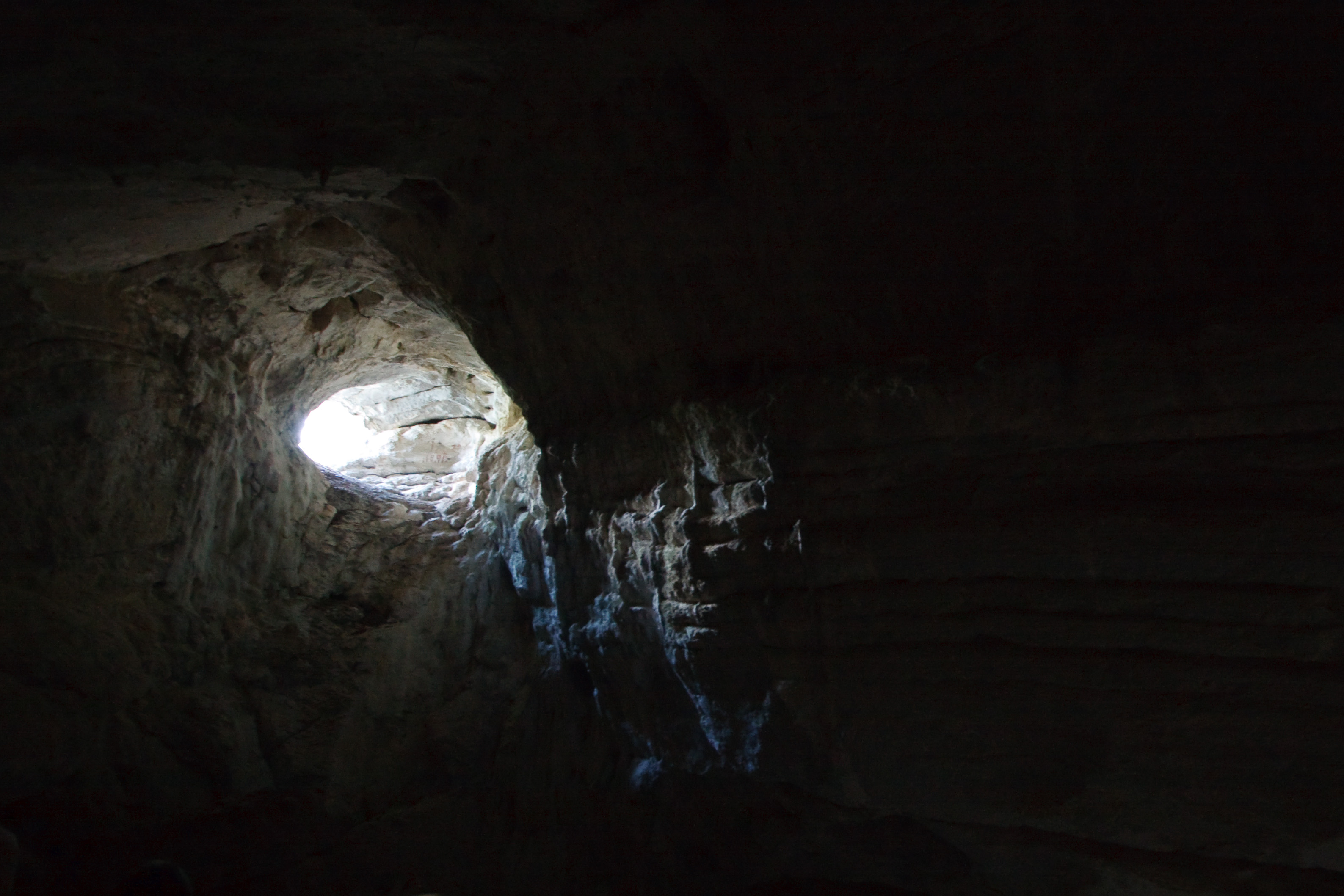
A Veterani-barlang
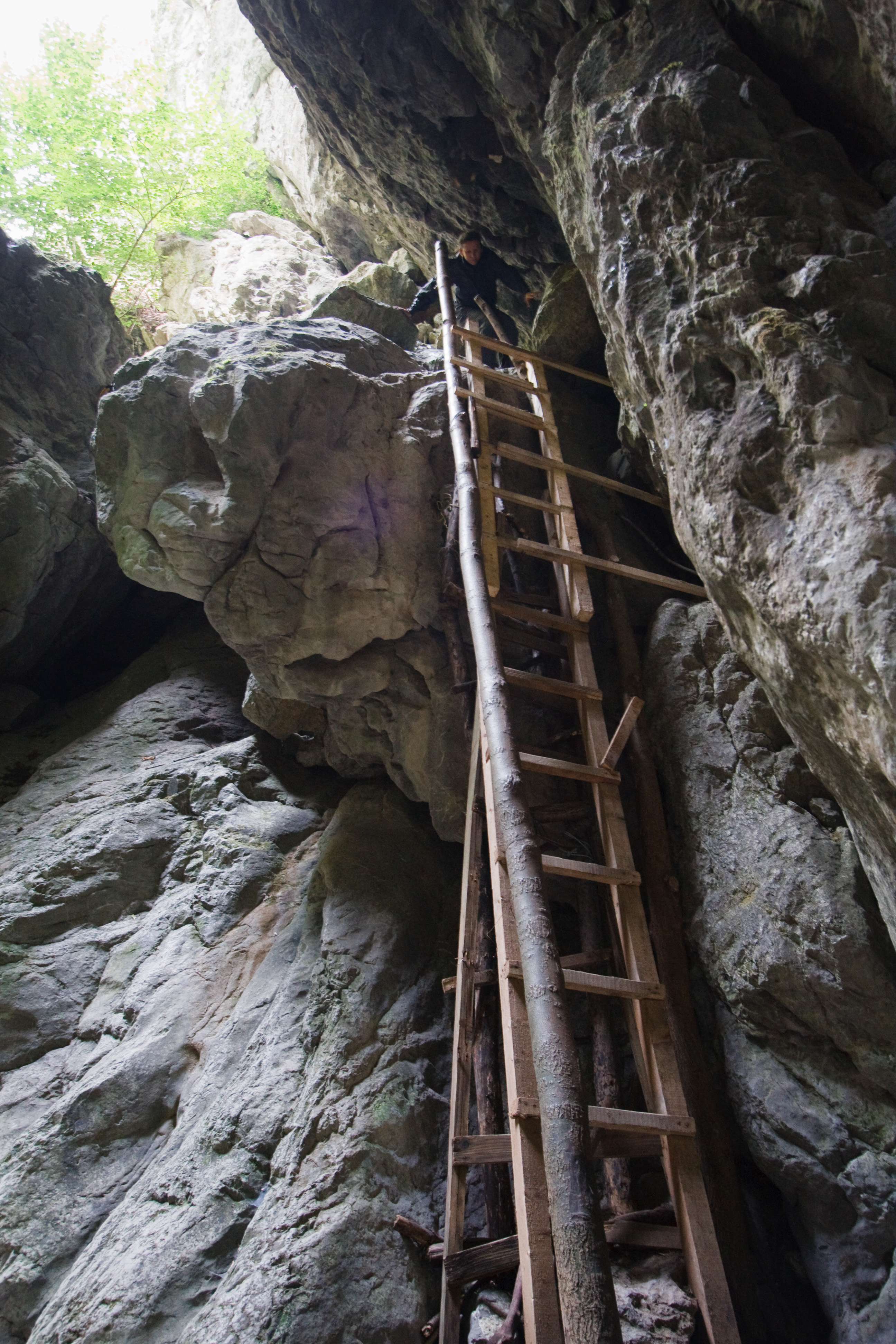
A Ponyikova-sziklaszurdok
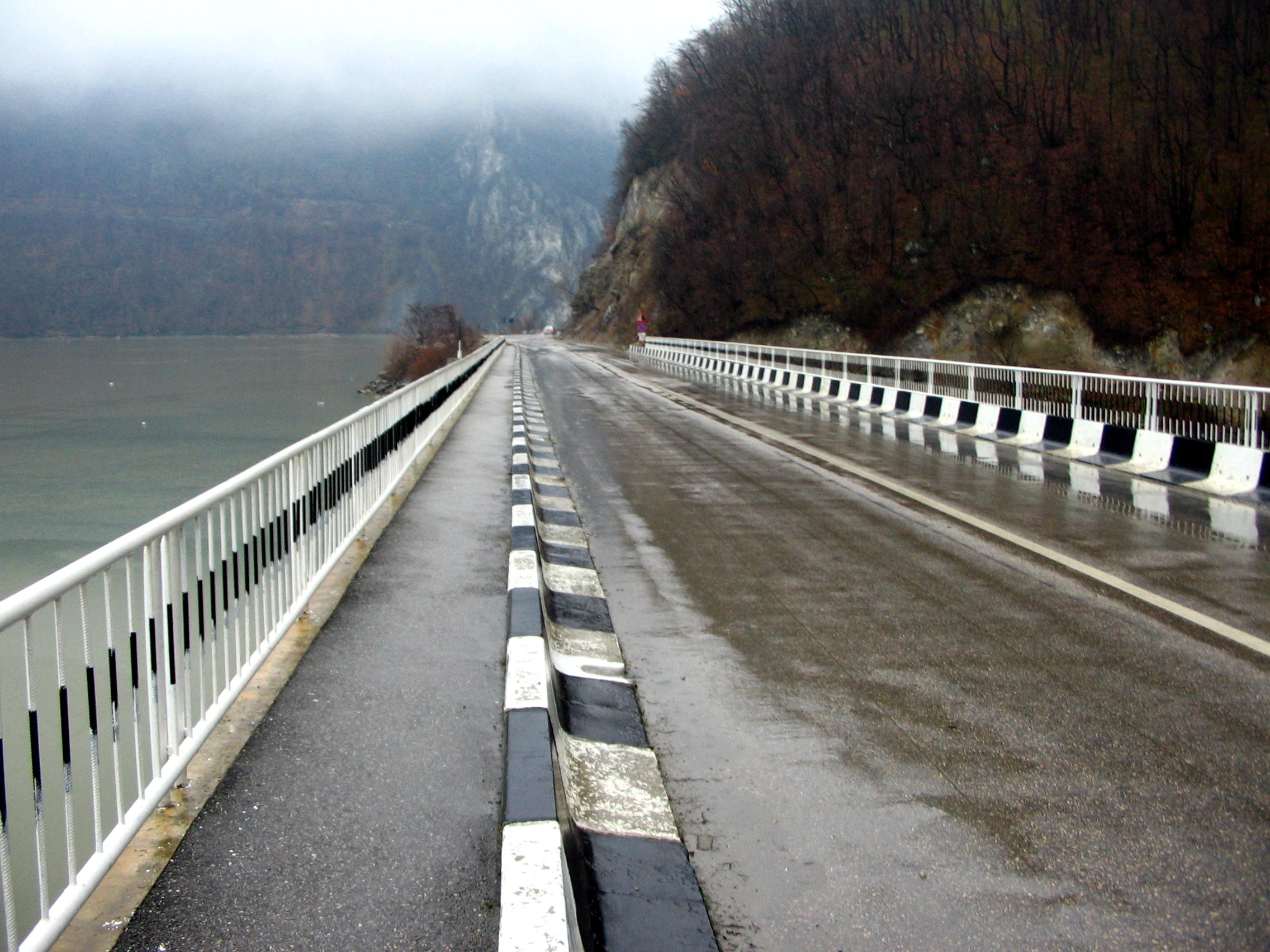
Az 57-es főút a Kis-Kazán-szorosban